# Eva Dutková
Eva Dutková, rozená Mikalová (* 16. prosince 1921 Bystřice pod Hostýnem), byla česká a československá politička Československé strany lidové, poslankyně České národní rady a Sněmovny národů Federálního shromáždění za normalizace.

## Biografie
Od 1924 stále žije (k roku 2007) v Přerově. Roku 1941 maturovala na přerovském reálném gymnáziu. V letech 1941–1943 navštěvovala hudebně-pedagogickou školu v Olomouci (obor sólový zpěv, sborový zpěv a hra na klavír) a roku 1943 složila státní sbormistrovskou zkoušku. V letech 1944–1945 byla nasazena jako pomocná kancelářská síla v Brně. Po osvobození nastoupila na Právnickou fakultu Masarykovy univerzity, studium práv završila doktorátem roku 1948. Po promoci působila krátce v justiční službě u Krajského soudu v Olomouci a v letech 1948–1953 jako podniková právnička Vítkovických železáren Klementa Gottwalda. V letech 1954–1956 pracovala u Okresního soudu v Přerově a po složení notářských zkoušek v roce 1956 byla zaměstnána v období let 1956–1960 jako notářka v Lipníku nad Bečvou a v letech 1960–1979 v Přerově, zde setrvala až do svého odchodu do důchodu. Koncem 60. let pracovala jako notářka Státního notářství v Přerově a byla předsedkyní sekce státu a práva Okresního výboru Socialistické akademie v Přerově. Angažovala se rovněž v Okresním výboru ČSTV.
V roce 1967 vstoupila do ČSL. Během pražského jara v roce 1968 se zapojila do reformního proudu a pokoušela se proměnit ČSL, ale v období normalizace odešla z politiky a do veřejného života už nezasahovala. K roku 1968 se profesně uvádí jako státní notářka, bytem Přerov.
Po federalizaci Československa usedla do Sněmovny národů Federálního shromáždění. Nominovala ji Česká národní rada, v níž rovněž zasedala. Ve federálním parlamentu setrvala do konce funkčního období, tedy do voleb roku 1971.